# Papirus 16
Papirus 16 (według numeracji Gregory-Aland), α 1045 (von Soden), oznaczany symbolem {\displaystyle {\mathfrak {P}}^{16}} – grecki rękopis Nowego Testamentu pisany na papirusie, w formie kodeksu. Paleograficznie datowany jest na III wiek. Zawiera fragmenty Listu do Filipian.

## Opis
Zachowały się fragmenty kodeksu z tekstem Listu do Filipian 3,10-17; 4,2-8. Tekst pisany jest jedną kolumną na stronę, 37-38 linijek w kolumnie, przez profesjonalnego skrybę. Stosuje punktację. Litery są lekko pochylone w prawo, nomina sacra pisane są skrótami, tekst nie posiada żadnych korekt.
Prawdopodobnie należał do tego samego rękopisu co {\displaystyle {\mathfrak {P}}^{15}}. Oba mają ten sam rozmiar kart, charakter pisma, punktację oraz typ tekstu. Przypuszczenie takie wyrazili już odkrywcy obu rękopisów Grenfell i Hunt. Opowiedział się za nim Philip W. Comfort, którego zdaniem oryginalny rękopis zawierałby Listy Pawła. Aland był natomiast zdania, że należały do odrębnych rękopisów.
Według Comforta jest jednym z sześciu wczesnych rękopisów, który zawierał pełny zbiór Listów Pawła. Pozostałe pięć rękopisów to: {\displaystyle {\mathfrak {P}}^{13}}, {\displaystyle {\mathfrak {P}}^{30}}, {\displaystyle {\mathfrak {P}}^{46}}, {\displaystyle {\mathfrak {P}}^{49}}, {\displaystyle {\mathfrak {P}}^{92}}.

## Tekst
Tekst grecki reprezentuje aleksandryjski typ tekstu, Kurt Aland zaklasyfikował go do kategorii I. Pod względem tekstualnym bliski jest dla Kodeksu Synajskiego i Kodeksu Watykańskiego.

## Historia
Rękopis odkryty został przez Grenfella i Hunta w Oxyrhynchus, którzy opublikowali jego tekst w 1910 roku. Na liście papirusów znalezionych w Oxyrhynchus znajduje się na pozycji 1009. C.R. Gregory umieścił go na liście rękopisów Nowego Testamentu, w grupie papirusów, dając mu numer 19.
Rękopis przechowywany jest w Muzeum Egipskim (JE 47424) w Kairze.